# Ola Abou Zekry
Ola Abou Zekry (arabisch علا أبو ذكري, DMG ʿUlā Abū Ḏikrī, * 20. Juni 1987 in Kairo) ist eine ehemalige ägyptische Tennisspielerin.

## Karriere
Abou Zekry spielte überwiegend ITF-Turniere. Sie gewann auf der ITF Women’s World Tennis Tour zwei Einzel- und zehn Doppeltitel.

## Turniersiege

### Einzel
| Nr. | Datum           | Turnier             | Kategorie   | Belag     | Finalgegnerin         | Ergebnis      |
| --- | --------------- | ------------------- | ----------- | --------- | --------------------- | ------------- |
| 1.  | 31. August 2014 | Scharm asch-Schaich | ITF $10.000 | Hartplatz | Sara Ottomano         | 7:63, 6:4     |
| 2.  | 7. Juni 2015    | Scharm asch-Schaich | ITF $10.000 | Hartplatz | Jacqueline Cabaj Awad | 6:1, 1:6, 6:3 |

### Doppel
| Nr. | Datum              | Turnier             | Kategorie   | Belag     | Partnerin           | Finalgegnerinnen                    | Ergebnis         |
| --- | ------------------ | ------------------- | ----------- | --------- | ------------------- | ----------------------------------- | ---------------- |
| 1.  | 19. Oktober 2013   | Scharm El-Scheich   | ITF $10.000 | Hartplatz | Karina Venditti     | Pauline Payet Liudmila Vasilyeva    | 6:4, 6:4         |
| 2.  | 5. Juli 2014       | Scharm asch-Schaich | ITF $10.000 | Hartplatz | Jan Abaza           | Eleni Kordolaimi Despoina Vogasari  | 6:4, 3:6, [10:7] |
| 3.  | 21. März 2015      | Scharm El-Scheich   | ITF $10.000 | Hartplatz | Kateryna Sliusar    | Aimee Gibson Katie Swan             | 6:2, 6:4         |
| 4.  | 11. Juli 2015      | Scharm El-Scheich   | ITF $10.000 | Hartplatz | Shweta Chandra Rana | Varvara Kuznetsova Katja Malikowa   | 6:3, 4:6, [10:7] |
| 5.  | 28. Mai 2016       | Scharm El-Scheich   | ITF $10.000 | Hartplatz | Kateryna Sliusar    | Eleni Kordolaimi Eetee Maheta       | 6:2, 6:2         |
| 6.  | 2. Juli 2016       | Scharm El-Scheich   | ITF $10.000 | Hartplatz | Sharrmadaa Baluu    | Eleni Kordolaimi Ana Bianca Mihăilă | 2:6, 6:3, [10:5] |
| 7.  | 1. Oktober 2016    | Scharm asch-Schaich | ITF $10.000 | Hartplatz | Zeel Desai          | Suzy Larkin Theiviya Selvarajoo     | 7:5, 6:4         |
| 8.  | 30. September 2017 | Jounieh             | ITF $15.000 | Sand      | Berfu Cengiz        | Jacqueline Cabay Awad Fanny Östlund | 6:4, 7:5         |
| 9.  | 28. Oktober 2017   | Scharm asch-Schaich | ITF $15.000 | Hartplatz | Linnéa Malmqvist    | Elena-Teodora Cadar Nastja Kolar    | 5:7, 6:3, [10:3] |
| 10. | 3. November 2018   | Scharm asch-Schaich | ITF $15.000 | Hartplatz | Linda Prenkovic     | Gabriella Mujan Margriet Timmermans | 6:4, 6:1         |